# Carlos Roa
Carlos Ángel Roa (Santa Fe, 15 de agosto de 1969), apodado Lechuga, es un exfutbolista argentino. Jugó como guardameta en Racing Club de Avellaneda y Lanús, de Argentina, y 14 años en el fútbol español, retirándose en Olimpo en 2006; también disputó la Copa Mundial de 1998 con la selección de fútbol de Argentina.

## Trayectoria
Comenzó su carrera profesional jugando en Racing Club de Avellaneda, equipo con el que debutó en Primera División el 6 de noviembre de 1988 luego de que Ubaldo Fillol fuera expulsado. Durante su etapa en Racing sufrió su primer problema grave de salud, cuando se infectó de malaria durante una gira de verano en África. Luego de recuperarse, fue transferido al Club Atlético Lanús en 1994. Fue el arquero titular del club en sus años dorados, en los que el equipo peleó por la liga y conquistó su primer título, la Copa Conmebol de 1996. Tras tres temporadas, el técnico Héctor Cúper se lo llevó con él a España para jugar en el RCD Mallorca, donde vivió la mejor etapa histórica del club balear.
En su primera temporada en Mallorca, la 1997-98, el equipo balear disputó la final de la Copa del Rey contra el FC Barcelona. El título se decidió en los tiros desde el punto penal y aunque Roa detuvo tres lanzamientos (a Rivaldo, Celades y Figo) y anotó uno, finalmente el Barcelona se llevó la Copa. La siguiente temporada, Roa mantuvo la titularidad y el Mallorca conquistó el primer título oficial de su historia, la Supercopa de España, además de proclamarse subcampeón de la Recopa de Europa. En la liga, el Mallorca terminó la temporada 1998-99 en tercera posición, la mejor clasificación de su historia y Roa ganó el Trofeo Zamora al ser el guardameta menos goleado del torneo.
A pesar de tener una suculenta oferta del Manchester United, con tan sólo 29 años y en la cima de su carrera, Roa sorprendía a prensa y aficionados anunciando su retirada profesional, por razones religiosas. Durante el año siguiente, dedicó su tiempo a colaborar activamente como miembro de la Iglesia Adventista del Séptimo Día, que, entre muchas de sus creencias, se abstienen de realizar tareas laborales los sábados de cada semana para dedicarlo a Dios, requerimiento incompatible con su profesión de futbolista. Sin embargo, en abril de 2000, sólo nueve meses después, Roa anunciaba su regreso al fútbol profesional. El Mallorca le obligó a cumplir los dos años de contrato que tenía pendientes, pero nunca recuperó su forma y fue relegado al banquillo como suplente de su compatriota Leo Franco.
Tras expirar su contrato, el verano de 2002, se incorporó al Albacete de la Segunda División de España, donde recuperó la titularidad. Tras lograr el ascenso jugó con el Albacete en la Primera División hasta que, a principios de 2004, un cáncer testicular lo forzó a dejar de jugar y, luego de una operación, tuvo que pasar un año entero con quimioterapia y rehabilitación. En ese período se entrenó en equipos de la Tercera División española, como el CD Constancia de Inca y el Atlético Baleares, antes de retornar a tierras argentinas para enrolarse en el Olimpo de Bahía Blanca de Primera División. Con los aurinegros jugó el Torneo Apertura 2005 y el Clausura 2006, para abandonar el club al término de ese campaña, que se saldó con el descenso. Desde entonces, quedó desvinculado de los terrenos de juego, aunque en el verano de 2007 Unión de Santa Fe se interesó por su contratación.

## Selección nacional
Roa formó parte del seleccionado argentino sub-23 en el Preolímpico de Paraguay 1992, siendo titular en todos los partidos que disputó en dicho seleccionado preolímpico clasificatorio a los Juegos Olímpicos de Barcelona 1992 junto a Juan Carlos Docabo y a José Miguel Zavaleavd.
Defendió la portería de la selección absoluta en 16 ocasiones. Su buen momento de forma en el RCD Mallorca, antes de su retirada, lo convirtió en un fijo en las alineaciones de la albiceleste. Fue el arquero titular del equipo que disputó la Copa Mundial de 1998 en Francia. Roa no concedió ningún gol en los partidos de la primera fase y atajó un penal decisivo en el partido de octavos de final contra Inglaterra. Argentina quedaría finalmente eliminada en cuartos de final tras la derrota frente a Países Bajos por 2-1.
Es uno de los arqueros que más penaltis atajó en un mismo partido oficial de la Selección Argentina (dos disparos), junto con Sergio Goycochea y Sergio Romero, siendo superados por Emiliano Martínez (tres disparos) en el partido contra Colombia en la semifinal de la Copa América 2021.

### Participaciones en Copas del Mundo
| Copa              | Sede    | Resultado        | Partidos | Goles |
| ----------------- | ------- | ---------------- | -------- | ----- |
| Copa Mundial 1998 | Francia | Cuartos de final | 5        | -4    |

### Participaciones en Copa América
| Copa              | Sede    | Resultado        | Partidos | Goles |
| ----------------- | ------- | ---------------- | -------- | ----- |
| Copa América 1997 | Bolivia | Cuartos de final | 2        | -3    |

### Participaciones en Preolímpicos
| Torneo                     | Sede     | Resultado    | Partidos | Goles |
| -------------------------- | -------- | ------------ | -------- | ----- |
| Preolímpico Sub-23 de 1992 | Paraguay | Primera fase | 4        | -3    |

## Después del retiro
En 2008 se incorporó al Club Atlético Brown de San Vicente -localidad en la que reside- como entrenador de porteros.
En 2010 se incorporó como ayudante de campo de Adrián Gorostidi en el Club Sportivo Ben Hur de Rafaela, el cual está disputando el Torneo Argentino B.
Desde junio del 2011 a noviembre de 2012 integró el cuerpo técnico de Matías Almeyda en el Club Atlético River Plate afrontando el torneo de Primera B Nacional 2011-12. en el cual el Club Atlético River Plate se coronó campeón y regresó a la Primera División del Fútbol Argentina.
Se desempeñó como entrenador de arqueros del Club Deportivo Guadalajara. Actualmente se desempeña como preparador de arqueros del AEK Atenas, en el cuerpo técnico de liderado por Matías Almeyda.

## Estadísticas

### Clubes
| Club | Div.          | Temporada     | Liga  | Liga  | Copas nacionales(1) | Copas nacionales(1) | Torneos internacionales(2) | Torneos internacionales(2) | Otros(3) | Otros(3) | Total | Total |
| Club | Div.          | Temporada     | Part. | Goles | Part.               | Goles               | Part.                      | Goles                      | Part.    | Goles    | Part. | Goles |
| --- | ------------- | ------------- | ----- | ----- | ------------------- | ------------------- | -------------------------- | -------------------------- | -------- | -------- | ----- | ----- |
| Racing Club Argentina | 1.ª           | 1988-89       | 1     | 0     | —                   | —                   | 1                          | 0                          | —        | —        | 2     | 0     |
| Racing Club Argentina | 1.ª           | 1989-90       | 22    | 0     | —                   | —                   | —                          | —                          | —        | —        | 22    | 0     |
| Racing Club Argentina | 1.ª           | 1990-91       | 3     | 0     | —                   | —                   | —                          | —                          | —        | —        | 3     | 0     |
| Racing Club Argentina | 1.ª           | 1991-92       | 31    | 0     | —                   | —                   | 6                          | 0                          | 1        | 0        | 38    | 0     |
| Racing Club Argentina | 1.ª           | 1992-93       | 31    | 0     | —                   | —                   | —                          | —                          | —        | —        | 31    | 0     |
| Racing Club Argentina | 1.ª           | 1993-94       | 16    | 0     | —                   | —                   | —                          | —                          | —        | —        | 16    | 0     |
| Racing Club Argentina | Total club    | Total club    | 104   | 0     | —                   | —                   | 7                          | 0                          | 1        | 0        | 112   | 0     |
| C. A. Lanús Argentina | 1.ª           | 1994-95       | 36    | 0     | —                   | —                   | —                          | —                          | —        | —        | 36    | 0     |
| C. A. Lanús Argentina | 1.ª           | 1995-96       | 36    | 0     | —                   | —                   | —                          | —                          | —        | —        | 36    | 0     |
| C. A. Lanús Argentina | 1.ª           | 1996-97       | 35    | 1     | —                   | —                   | 2                          | 0                          | —        | —        | 37    | 1     |
| C. A. Lanús Argentina | Total club    | Total club    | 107   | 1     | —                   | —                   | 2                          | 0                          | —        | —        | 109   | 1     |
| R. C. D. Mallorca · España | 1.ª           | 1997-98       | 25    | 0     | 6                   | 0                   | —                          | —                          | —        | —        | 31    | 0     |
| R. C. D. Mallorca · España | 1.ª           | 1998-99       | 35    | 0     | 4                   | 0                   | 8                          | 0                          | 2        | 0        | 49    | 0     |
| R. C. D. Mallorca · España | 1.ª           | 2000-01       | 4     | 0     | 0                   | 0                   | —                          | —                          | —        | —        | 4     | 0     |
| R. C. D. Mallorca · España | 1.ª           | 2001-02       | 11    | 0     | 0                   | 0                   | 2                          | 0                          | —        | —        | 13    | 0     |
| R. C. D. Mallorca · España | Total club    | Total club    | 75    | 0     | 10                  | 0                   | 10                         | 0                          | 2        | 0        | 97    | 0     |
| Albacete Balompié · España | 2.ª           | 2002-03       | 39    | 0     | 0                   | 0                   | —                          | —                          | —        | —        | 39    | 0     |
| Albacete Balompié · España | 1.ª           | 2003-04       | 14    | 0     | 0                   | 0                   | —                          | —                          | —        | —        | 14    | 0     |
| Albacete Balompié · España | Total club    | Total club    | 53    | 0     | 0                   | 0                   | —                          | —                          | —        | —        | 53    | 0     |
| Club Olimpo Argentina | 1.ª           | 2005-06       | 27    | 0     | —                   | —                   | —                          | —                          | —        | —        | 27    | 0     |
| Total carrera | Total carrera | Total carrera | 366   | 1     | 10                  | 0                   | 19                         | 0                          | 3        | 0        | 398   | 1     |
| (1) Incluye datos de la Copa del Rey (1997-99). (2) Incluye datos de la Copa Libertadores (1989), Supercopa Sudamericana (1992), Copa Conmebol (1996), Recopa de Europa (1998-99) y Liga de Campeones (2001-02). (3) Incluye datos de la Copa Máster de Supercopa (1992) y Supercopa de España (1998). |               |               |       |       |                     |                     |                            |                            |          |          |       |       |

### Selección nacional
| Selección                                                                            | Temporada | Amistosos | Amistosos | Sudamérica(1) | Sudamérica(1) | Mundial | Mundial | Total | Total |
| Selección                                                                            | Temporada | Part.     | Goles     | Part.         | Goles         | Part.   | Goles   | Part. | Goles |
| ------------------------------------------------------------------------------------ | --------- | --------- | --------- | ------------- | ------------- | ------- | ------- | ----- | ----- |
| Absoluta Argentina                                                                   | 1997      | —         | —         | 9             | 0             | —       | —       | 9     | 0     |
| Absoluta Argentina                                                                   | 1998      | 1         | 0         | —             | —             | 5       | 0       | 6     | 0     |
| Absoluta Argentina                                                                   | 1999      | 1         | 0         | —             | —             | —       | —       | 1     | 0     |
| Absoluta Argentina                                                                   | Total     | 2         | 0         | 9             | 0             | 5       | 0       | 16    | 0     |
| (1) Incluye datos de las Clasificatorias Sudamericanas (1997) y Copa América (1997). |           |           |           |               |               |         |         |       |       |

## Palmarés

### Campeonatos nacionales
| Título              | Club              | País   | Año  |
| ------------------- | ----------------- | ------ | ---- |
| Supercopa de España | R. C. D. Mallorca | España | 1998 |

### Campeonatos internacionales
| Título                 | Club        | Sede           | Año  |
| ---------------------- | ----------- | -------------- | ---- |
| Supercopa Sudamericana | Racing Club | Belo Horizonte | 1988 |
| Copa Conmebol          | C. A. Lanús | Bogotá         | 1996 |

### Distinciones individuales
| Distinción                                     | Año  |
| ---------------------------------------------- | ---- |
| Trofeo Zamora de la Primera División de España | 1998 |
| Equipo del Año de la European Sports Media     | 1999 |